# Serie Mundial de Rugby 7 2021-22
La Serie Mundial de Rugby 7 2021-22 fue la 23.ª temporada del circuito de selecciones nacionales masculinas de rugby 7.

## Equipos
| África - Sudáfrica - Kenia Asia - Japón Europa - Inglaterra - Francia - Escocia - Gales - España - Irlanda | América - Argentina - Canadá - Estados Unidos Oceanía - Australia - Fiyi - Nueva Zelanda - Samoa |

## Formato
Cada torneo se disputó en un fin de semana, a lo largo de dos o tres días. Participaron 16 equipos.
Se dividieron en cuatro grupos de cuatro equipos, cada grupo se resolvió con el sistema de todos contra todos a una sola ronda; la victoria otorgó 3 puntos, el empate 2 y la derrota 1 punto.
Los dos equipos con más puntos en cada grupo avanzaron a cuartos de final de la Copa. Los cuatro ganadores avanzaron a semifinales de la Copa, y los cuatro perdedores a semifinales por el 5.º lugar.
Los dos equipos con menos puntos en cada grupo avanzaron a cuartos de final de la challenge trophy. Los cuatro ganadores avanzaron a semifinales de la challenge trophy, y los cuatro perdedores a semifinales por el 13.er lugar.

## Calendario
| Torneo           | Estadio                      | Ciudad      | Fecha                      | Campeón       |
| ---------------- | ---------------------------- | ----------- | -------------------------- | ------------- |
| Dubái 2021-I     | The Sevens Stadium           | Dubái       | 26-27 de noviembre de 2021 | Sudáfrica     |
| Dubái 2021-II    | The Sevens Stadium           | Dubái       | 3-4 de diciembre de 2021   | Sudáfrica     |
| Málaga 2022      | Estadio Ciudad de Málaga     | Málaga      | 21-23 de enero de 2022     | Sudáfrica     |
| Sevilla 2022     | Estadio de La Cartuja        | Sevilla     | 28-30 de enero de 2022     | Sudáfrica     |
| Singapur 2022    | Estadio Nacional de Singapur | Singapur    | 9-10 de abril de 2022      | Fiyi          |
| Vancouver 2022   | Estadio BC Place             | Vancouver   | 16-17 de abril de 2022     | Argentina     |
| Toulouse 2022    | Estadio Ernest-Wallon        | Toulouse    | 20-22 de mayo de 2022      | Fiyi          |
| Londres 2022     | Estadio Twickenham           | Londres     | 28-29 de mayo de 2022      | Australia     |
| Los Ángeles 2022 | Dignity Health Sports Park   | Los Ángeles | 27-28 de agosto de 2022    | Nueva Zelanda |

## Tabla de posiciones
- Para definir al equipo campeón, se utilizan los puntos ranking, los cuales eliminan las dos etapas con los peores puntajes.

| Pos | País           | UAE-1 | UAE-2 | MAL | SEV | SIN | CAN | FRA | ENG | USA | Puntos totales | Puntos ranking |
| --- | -------------- | ----- | ----- | --- | --- | --- | --- | --- | --- | --- | -------------- | -------------- |
| 1   | Australia      | 13    | 19    | 15  | 19  | 17  | 17  | 10  | 22  | 17  | 149            | 126            |
| 2   | Sudáfrica      | 22    | 22    | 22  | 22  | 10  | 13  | 5   | 13  | 3   | 132            | 124            |
| 3   | Fiyi           | 15    | 8     | 1   | -   | 22  | 19  | 22  | 17  | 19  | 123            | 122            |
| 4   | Argentina      | 17    | 17    | 19  | 17  | 13  | 22  | 13  | 8   | 13  | 139            | 118            |
| 5   | Irlanda        | 11    | 10    | 10  | 15  | 15  | 8   | 19  | 12  | 10  | 110            | 92             |
| 6   | Estados Unidos | 19    | 11    | 12  | 13  | 12  | 3   | 10  | 7   | 10  | 97             | 87             |
| 7   | Francia        | 8     | 15    | 13  | 10  | 8   | 10  | 17  | 5   | 8   | 94             | 81             |
| 8   | Nueva Zelanda  | -     | -     | -   | -   | 19  | 12  | 8   | 19  | 22  | 80             | 80             |
| 9   | Inglaterra     | 4     | 5     | 17  | 12  | 3   | 10  | 12  | 10  | 5   | 78             | 71             |
| 10  | Samoa          | -     | -     | -   | 1   | 10  | 15  | 15  | 15  | 15  | 71             | 71             |
| 11  | España         | 7     | 7     | 8   | 7   | 7   | 2   | 5   | 10  | 1   | 54             | 51             |
| 12  | Kenia          | 10    | 12    | 1   | 8   | 5   | 1   | 1   | 1   | 12  | 51             | 49             |
| 13  | Escocia        | 4     | 5     | 5   | 10  | 1   | 5   | 7   | 5   | 7   | 49             | 43             |
| 14  | Canadá         | 6     | 5     | 10  | 2   | 1   | 7   | 1   | 3   | 1   | 36             | 34             |
| 15  | Gales          | 4     | 5     | 7   | 3   | 5   | 5   | 2   | 1   | 5   | 28             | 28             |
| 16  | Japón          | 5     | 6     | 3   | 5   | 2   | 1   | 3   | 2   | 2   | 29             | 26             |
| 17  | Gran Bretaña   | 12    | 13    | -   | -   | -   | -   | -   | -   | -   | 25             | 25             |
| 18  | Alemania       | -     | -     | 5   | 5   | -   | -   | -   | -   | -   | 10             | 10             |
| 19  | Jamaica        | -     | -     | 2   | 1   | -   | -   | -   | -   | -   | 3              | 3              |

| Bandera de Australia |
| Campeón Australia    |
| Primer título        |